# Leon Goldensohn
Leon Nathaniel Goldensohn (* 19. Oktober 1911 in New York City; † 24. Oktober 1961) war ein US-amerikanischer Arzt und Psychiater, der beim Nürnberger Prozess gegen die NS-Hauptkriegsverbrecher tätig war.

## Leben
Leon Goldensohn promovierte am Ende seines Medizinstudiums im Jahr 1936 an der George Washington University School of Medicine. Er wurde außerdem neurologisch an der Montefiore-Klinik in New York City und psychiatrisch am William Alanson White Institute of Psychiatry ausgebildet. Am Kriegsende wurde er im Range eines Majors dem 121. General Hospital in Nürnberg zugewiesen und schließlich Anfang Januar 1946 der 685. Abteilung für Innere Sicherheit. 
Er löste als Gefängnispsychiater Major Douglas M. Kelley ab, der nur etwa einen Monat in Nürnberg mit den Gefangenen arbeitete, allerdings vorher bereits im Internierungslager in Bad Mondorf verschiedene Interviews durchgeführt hatte. Leon Goldensohn hatte bis zu seinem Dienstende im Juli 1946 praktisch ungehinderten Zugang zu den Angeklagten. Er besuchte diese fast täglich und bemühte sich, systematische und ausgedehnte Interviews mit ihnen zu führen. Da die Gefangenen in der Regel so weit wie möglich von der Außenwelt abgeschnitten waren und zum Beispiel auch nicht mit den Wärtern sprechen durften, nahmen sie die Gelegenheit gerne wahr, sich mit den Psychiatern und Psychologen zu unterhalten. Über seine Gespräche fertigte Goldensohn Notizen an, die er aber zu seinen Lebzeiten nie veröffentlichte, obwohl es Pläne dafür gab. Im Gegensatz zu seinem Kollegen Gustave M. Gilbert, der seine Notizen meist erst abends zu Papier brachte, versuchte Goldensohn, Fragen und Antworten bereits während des Gesprächs so genau wie möglich festzuhalten. Manchmal waren auch beide zusammen unterwegs bei den Gefangenen, Gilbert sprach sehr gut Deutsch und dolmetschte dann für Goldensohn. Insgesamt war Goldensohn bei den Gefangenen beliebter als Gilbert, da er für objektiver und professioneller gehalten wurde. 
Die Veröffentlichung von Goldensohns Notizen erfolgte erst unter der Aufsicht seines Bruders Eli Goldensohn im Jahr 2004. Leon Goldensohn starb im Alter von 50 Jahren an einem Herzinfarkt.

## Werke/Schriften
- Leon Goldensohn: Die Nürnberger Interviews. Gespräche mit Angeklagten und Zeugen. Hrsg. und eingeleitet von Robert Gellately. Mit einem Vorwort von Wolfgang Benz. Patmos Verlag, Düsseldorf/Zürich 2005. (Deutsche Ausgabe, im Vergleich zur englischen Originalausgabe etwas gekürzt.)